# کانگورو
کانگورو (به فرانسوی: kangourou) یا تنگو (به فارسی) جانوری از راسته کیسه‌داران علف‌خوار از خانواده درازپایان (Macropodidae) است که در استرالیا و گینه نو زندگی می‌کند. کانگورو می‌تواند به کمک پاهایش پرش‌های بلندی انجام دهد. طول این پرش‌ها به ۹ متر هم می‌رسد. دُم کانگوروها بلند و عضلانی است. نوع مادهٔ آن‌ها دارای کیسه‌ای است که نوزاد نارس کانگورو پس از به دنیا آمدن به درون آن رفته و در آنجا از شیر مادر تغذیه می‌کند تا به رشد کافی رسیده و قادر به زندگی در بیرون کیسه شود. نوزاد کانگورو در هنگام تولد جثّه‌ای بسیار کوچک دارد. بزرگ‌ترین گونهٔ کانگورو، کانگوروی قرمز است. کانگوروی خاکستری نوع دیگری است که تقریباً به بزرگی کانگوروی قرمز می‌شود.
این پستاندار نماد کشور استرالیا است و بر روی نشان ملی استرالیا و برخی از اسکناس‌های این کشور تصاویری از کانگوروها نقش بسته است. طبق اعلام دولت استرالیا در سال ۲۰۱۱ حدود ۳۴ میلیون کانگورو جهت استفاده‌های تجاری نگهداری می‌شوند. کانگوروهای وحشی برای استفاده از گوشت، پوست و چرم آن‌ها و جلوگیری از آسیب به محصولات کشاورزی شکار می‌شوند. برخی بر این عقیده هستند که مصرف گوشت کانگورو به دلیل میزان چربی پایین، در مقایسه با دیگر گوشت‌های رایج برای بدن انسان مناسب‌تر است.
کانگوروها، والابی‌ها و والاروها همگی به یک خانوادهٔ تاکسونومیک به نام ماکروپودیده (Macropodidae) تعلق دارند، اما تفاوت آن‌ها بر اساس اندازه مشخص می‌شود. بزرگ‌ترین گونه‌های این خانواده با نام «کانگورو» شناخته می‌شوند، در حالی که کوچک‌ترین گونه‌ها معمولاً «والابی» نام دارند. «والاروها» گونه‌هایی با اندازهٔ متوسط هستند که بین این دو دسته قرار می‌گیرند. علاوه بر این، نوعی از ماکروپودها به نام کانگوروی درختی نیز وجود دارد که برخلاف سایر اعضای خانواده، در جنگل بارانی حاره‌ای گینه نو، شمال شرقی کوئینزلند و برخی جزایر منطقه زندگی می‌کنند و بیشتر زمان خود را در شاخه‌های درختان می‌گذرانند.
والابی‌ها معمولاً طول سر و بدن بین ۴۵ تا ۱۰۵ سانتی‌متر و طول دمی بین ۳۳ تا ۷۵ سانتی‌متر دارند. کوچک‌ترین گونهٔ این گروه، والابی کوتوله، تنها ۴۶ سانتی‌متر طول و ۱٫۶ کیلوگرم وزن دارد. کانگوروهای درختی اندازهٔ متفاوتی دارند، به‌عنوان مثال، کانگوروی درختی لامهولتز طول بدن بین ۴۸ تا ۶۵ سانتی‌متر و دمی به طول ۶۰ تا ۷۴ سانتی‌متر دارد. در مقابل، کانگوروی درختی خاکستری طولی بین ۷۵ تا ۹۰ سانتی‌متر و وزنی بین ۸ تا ۱۵ کیلوگرم دارد. والاروها نیز شامل گونه‌های متنوعی هستند، مانند والاروی سیاه که طول دم آن بین ۶۰ تا ۷۰ سانتی‌متر است و وزن آن در نرها به ۱۹ تا ۲۲ کیلوگرم و در ماده‌ها به ۱۳ کیلوگرم می‌رسد.
کانگوروها که بزرگ‌ترین گونه‌های این خانواده محسوب می‌شوند، می‌توانند تا ۲ متر قد و ۹۰ کیلوگرم وزن داشته باشند. آن‌ها دارای پاهای عقبی قدرتمند، پنجه‌های بزرگ و دمی عضلانی هستند که به حفظ تعادل و پرش‌های بلند کمک می‌کند. سر کانگوروها نسبت به بدنشان کوچک است و مانند بیشتر کیسه‌داران، ماده‌های آن‌ها کیسه‌ای به نام «مارسوپیوم» دارند که نوزادان در آن رشد خود را پس از تولد تکمیل می‌کنند.

## ویژگی‌ها
کانگوروها از معدود جانورانی هستند که با جهیدن حرکت می‌کنند. این جانوران سرعت حرکت بالایی دارند و همچنین شناگران خوبی هستند. این جانوران گیاه‌خوار بوده و از بوته‌ها، علف‌ها و سایر یافت‌های گیاهی تغذیه می‌کنند. برخی از کانگوروها شب‌زی هستند و به خصوص در روزهای گرم استراحت کرده و شب‌ها به فعالیت و تغذیه می‌پردازند. کانگوروها معمولاً گروه‌های بیش از ده‌تایی تشکیل داده و ارتباطات اجتماعی زیادی با هم دارند و با تشکیل این دسته‌ها در مقابل شکارچیان از یکدیگر و از اعضای ضعیف‌تر یا کوچک‌تر گروه دفاع می‌کنند.
کانگوروها همواره برای ساکنان استرالیا پراهمیت بوده‌اند. مردم بومی استرالیا در گذشته از گوشت، شیر، پوست، استخوان، تاندون، و حتی کیسه بیضه کانگوروها جهت مصرف گوناگون استفاده می‌کردند. در حال حاضر گوشت کانگورو مصارف زیادی در استرالیا داشته و به بسیاری از کشورهای دنیا نیز صادر می‌شود. این جانوران در مقابله با انسان‌ها معمولاً بی‌خطر و بی‌آزار بوده و موارد بسیار معدودی از حملهٔ بدون دلیل کانگوروها به انسان گزارش شده است.

### تولیدمثل
تولیدمثل در کانگوروها شباهت زیادی به اوپوسومها دارد. پس از بارور شدن تخم در رحم، نوزاد در مدت کوتاهی رشد کرده و پس از تنها ۳۳ روز متولد می‌شود. نوزاد تازه متولد شده نابینا، بدون مو و بسیار کوچک است و برای رسیدن به کیسه مادر، از پاهای جلویی نسبتاً رشد یافته خود استفاده می‌کند. پس از ورود به کیسه، به یکی از چهار پستان مادر متصل شده و تغذیه را آغاز می‌کند. همزمان، چرخه جنسی مادر دوباره آغاز می‌شود و در صورت بارور شدن تخم جدید، رشد آن به دلیل پدیده‌ای به نام «توقف جنینی» متوقف می‌شود تا شرایط محیطی برای رشد مناسب گردد. نوزاد درون کیسه به سرعت رشد می‌کند و پس از حدود ۱۹۰ روز سرش را بیرون آورده و به تدریج با دنیای بیرون آشنا می‌شود تا در نهایت پس از ۲۳۵ روز برای همیشه کیسه را ترک کند. طول عمر کانگوروها در طبیعت به‌طور متوسط شش سال است، اما در اسارت می‌توانند بیش از ۲۰ سال عمر کنند، هرچند بسیاری از آن‌ها در حیات وحش به بلوغ نمی‌رسند.
کانگوروهای ماده دارای دو رحم هستند. در واقع، بیشتر کیسه‌داران (از جمله کانگوروها) سیستم تولیدمثل خاصی دارند که شامل دو رحم (به انگلیسی: bicornuate uterus) و دو واژن جانبی است. علاوه بر این، آن‌ها یک واژن میانی نیز دارند که در زمان زایمان استفاده می‌شود.
این ویژگی به کانگوروها اجازه می‌دهد که همزمان سه مرحله از تولیدمثل را مدیریت کنند:
1. جنین در حال رشد در رحم (در صورت وجود شرایط مناسب برای رشد)
2. نوزاد تازه متولدشده درون کیسه که به یکی از پستان‌های مادر متصل است
3. یک نوزاد بزرگ‌تر که هنوز از مادر شیر می‌خورد اما از کیسه خارج شده است

همچنین، به لطف توقف جنینی (به انگلیسی: embryonic diapause)، اگر شرایط محیطی نامناسب باشد، جنین جدید می‌تواند برای مدتی در مرحله رشد اولیه باقی بماند تا شرایط مناسب‌تر شود.

## زیستگاه
کانگوروها در بوته‌زارها زندگی کرده و از گیاهان مختلف تغذیه می‌کنند. کانگوروها به صورت دسته‌جمعی و با استفاده از پاهای عقبی و بلند و قوی خود، به جست و خیز مشغول هستند. دُم بلند آن‌ها در حفظ تعادلشان بسیار مؤثر است.

## دسته‌بندی
کانگورو اصطلاحی است که به‌طور کلی به انواع گونه‌های خانواده درازپایان اطلاق می‌شود. این خانواده به‌طور کلی به چهار دسته تقسیم شده‌اند که عبارت‌اند از:
والابی‌ها، کانگوروهای درختی، والاروها و کانگوروها
بزرگ‌ترین نوع آن‌ها کانگوروی قرمز و خاکستری هستند. وزن کانگوروی قرمز، ممکن است بیش از وزن انسان باشد. کانگوروی خاکستری، هنگام خطر با سرعت ۴۰ کیلومتر در ساعت می‌دود.
برخی گونه‌های کانگورو به شرح زیر است:
- کانگوروی قرمز
- کانگوروی خاکستری شرقی
- کانگوروی خاکستری غربی
- کانگوروی بزشکل
- کانگوروی دم‌قلم‌مویی
- کانگوروی درختی
- کانگوروی دم‌قلم‌مویی حفره‌کن
- کانگوروی دم‌قلم‌مویی قلم‌مو-دم
- کانگوروی درختی طلایی‌پوش